# Sonnenfilter
Ein Sonnenfilter ist ein spezieller Neutraldichtefilter und Zubehörteil eines optischen Instrumentes, das es ermöglicht, bei richtiger Anwendung gefahrlos die Sonne zu beobachten. Die Geräte zur Sonnenbeobachtung, bei denen Sonnenfilter zum Einsatz kommen, sind meist astronomische Teleskope oder Feldstecher, im Vermessungswesen auch Theodolite und in der Navigation Marinesextanten.
Um Augenschäden zu vermeiden, darf die Sonne nie ohne geeigneten Filter beobachtet werden, was auch für die freiäugige Betrachtung von Sonnenfinsternissen gilt. Ein auf die Sonne gerichtetes Teleskop sollte auch nie unbeaufsichtigt bleiben.

## Allgemeines
Um die Sonne mit dem Teleskop oder Feldstecher beobachten zu können, benötigt man einen Filter, welcher das meiste Licht reflektiert und absorbiert, damit das Auge des Beobachters keinen Schaden nimmt. Im Fachhandel ist geeignete Sonnenfilterfolie erwerbbar, die man vor die Öffnung des Teleskops spannt. Sie reduziert das einfallende Licht auf 0,001 % (1/100.000). Neben den Folien werden häufig auch Objektiv-Sonnenfilter aus (beschichtetem) Glas verwendet.

## Formen von Sonnenfiltern
Aufsteckbare Sonnenfilter werden in folgenden Formen angeboten:
- Objektiv-Sonnenfilter aus einer mit Metall bedampften Folie
- Objektiv-Sonnenfilter aus einer mit Chrom oder Aluminium bedampften optisch polierten planparallelen Glasplatte
- Okular-Sonnenfilter aus Kunststoff oder Glas: Sie sind gefährlich und ungeeignet (siehe unten).
- Herschelkeile, die einen Großteil des Lichts in eine Falle lenken,  können in Verbindung mit einem guten Graufilter sicher bei Refraktoren verwendet werden.

An Flug- oder Marine-Sextanten werden ausklappbare Glasfilter verwendet, die meist in zwei Filterstärken (für dunstige und helle Sonne) ausgeführt sind.

## Weitere Schutzformen und Beobachtungsmöglichkeiten
Eine zusätzliche Möglichkeit der Lichtabschwächung ist neben der Verwendung eines Filters die Verwendung eines Herschelkeils oder Pentaprismas in der Nähe des Brennpunktes.
Im Gegensatz zur Filterfolie sind die letztgenannten Methoden jedoch aufgrund noch nicht ausreichender Abschwächung nur in Verbindung mit einem Zusatzfilter – oder zu Projektionszwecken – geeignet. Zudem sind sie deutlich teurer, liefern aber in der Regel auch deutlich bessere Bilder. Auch so kann man die Sonne gefahrlos betrachten.
Sichtbar sind mit dieser Methode neben Sonnenflecken auch die Granulation und Sonnenfackeln. Zur Kontraststeigerung können noch (zusätzliche) Farbfilter eingesetzt werden.
Protuberanzen, Flares und weitere Details werden mit amateurastronomischen Mitteln am besten mit einem Hα-Filter sichtbar. Dieser Filter lässt nur Licht in einem schmalen Bereich um die Wellenlänge von 656,28 Nanometern hindurch und wird ausschließlich an Refraktoren verwendet. Die extrem teuren Hα-Sonnenteleskope sind bereits vom Hersteller mit einem eingebauten Filter ausgestattet und können nur für die Beobachtung der Sonne verwendet werden.

## Farbe und Optische Dichte
Bei Glasfiltern erzeugt eine Chromschicht ein gelboranges Sonnenbild, wogegen eine Aluminiumschicht ein blauweißes Bild erzeugt. Bei Folienfiltern wird ebenfalls meist ein blauweißes Bild erzeugt.
Die optische Dichte (OD) oder Extinktion gibt an, welcher Bruchteil des einfallenden Sonnenlichts durch das Filter gelangt. Die optische Dichte der Metallbeschichtungen kann je nach Anwendungsfall variiert werden. In der Regel sind dies OD = 3,0 (1/1.000), OD = 3,8 (1/6.309) oder OD = 4,0 (1/10.000) für fotografische Zwecke oder visuell mit zusätzlichem Filter, das die optische Dichte des gesamten Systems auf OD = 5,0 (1/100.000) herabsetzt, und OD = 5,0 (1/100.000) für visuelle Anwendungen ohne zusätzliche Filter und begrenzt auch für fotografische Zwecke.

## Anwendungsmöglichkeiten
Ein Objektiv-Sonnenfilter kann mit fast jeder Teleskopbauart verwendet werden. Einzige Ausnahmen sind der Schiefspiegler nach Kutter oder das Yolo.

## Erblindungsgefahr bei Filterersatz
Selbstgebaute Filter (rußgeschwärztes Glas, Rettungsdecken, Schweißerbrillen und Ähnliches) sind ungeeignet, da bei ihnen keine Kontrolle besteht, ob auch die ebenfalls schädlichen, aber unsichtbaren Ultraviolett- und Infrarotanteile des Sonnenlichtes ausgefiltert werden. Steht kein Sonnenfilter zur Verfügung, sollte man auf eine Beobachtung mittels Okularprojektion ausweichen, bei der die Beobachtungszeit jedoch kurz gehalten und von Pausen unterbrochen werden sollte, da sich Teile der Optik stark aufheizen können. Auch Okularsonnenfilter, wie sie günstigen Kaufhausteleskopen beiliegen können, dürfen zur visuellen Beobachtung nicht verwendet werden: Sie können aufgrund der Hitzeentwicklung bereits nach kurzer Beobachtungszeit platzen, was irreparable, massive Augenschäden bis hin zur Erblindung innerhalb eines Bruchteils einer Sekunde zur Folge haben kann. 
Herschelkeile sind die einzigen Filter, die am Okular verwendet werden dürfen. Sie lenken einen Großteil des Lichts (rund 95 %) in eine Lichtfalle. Allerdings muss ein weiterer Graufilter verwendet werden, um eine sichere Benutzung zu gewährleisten. Bei einigen Herschelkeilen ist die Lichtfalle nicht geschlossen, so besteht gerade bei Kindern die Gefahr, dass sie in die Falle hineinfassen oder gar hineinsehen. Deshalb ist bei Benutzung dieser Methode Vorsicht geboten. Außerdem dürfen Herschelkeile ausschließlich bei Refraktoren verwendet werden, da es sich hierbei um einen Okularfilter handelt und bei Spiegelteleskopen der Fangspiegel ungeschützt wäre und so beschädigt werden könnte. Herschelkeile liefern ein sehr gutes und kontrastreiches Bild von der Sonne, welches bei der Benutzung von Objektivsonnenfiltern nicht immer gewährleistet ist.
Die einzig gefahrlose Möglichkeit, die Sonne durch ein Fernglas oder Teleskop zu beobachten, besteht darin, ein geeignetes Sonnenschutzfilter (Folie, Glas) vor der Öffnung des Teleskops anzubringen, nie am Okular. Für eine sichere visuelle Sonnenbeobachtung muss die optische Dichte mindestens OD = 5,0 (maximal ein 100.000stel des Sonnenlichts wird durchgelassen) betragen. Die Sonne erscheint dann immer noch viermal so hell wie der Mond.
Beschädigte Objektivfilter dürfen nicht weiterverwendet werden, da kein ausreichender Schutz mehr gewährleistet ist. Besonderes Augenmerk gilt hier den Filtern aus Sonnenfilterfolie (Kratzer, Löcher, Risse, Alterung).
Ein Sucher am Teleskop muss für die Sonnenbeobachtung ebenfalls mit einem Sonnenfilter vor der Öffnung ausgestattet werden, um Augenschäden, Verbrennungen oder Schäden am Sucher (Hitze) zu vermeiden. Notfalls muss er lichtdicht verschlossen oder abgebaut werden.
Im Zweifelsfall sollte vor der Beobachtung der Rat von Fachleuten (etwa Optiker, Astronom) eingeholt werden.